# Miloňovice
Miloňovice (en allemand : Milonowitz, précédemment : Minolowitz) est une commune du district de Strakonice, dans la région de Bohême-du-Sud, en République tchèque. Sa population s'élevait à 270 habitants en 2020.

## Géographie
Miloňovice se trouve à 6 km au sud-est du centre de Strakonice, à 47 km au nord-ouest de České Budějovice et à 102 km au sud-sud-ouest de Prague.
La commune est limitée par Nebřehovice au nord, par Jinín, Třešovice et Kuřimany à l'est, par Milejovice au sud et par Radošovice à l'ouest.

## Histoire
La première mention écrite du village date de 1243.